# Friedrich von Willemoes-Suhm
Friedrich Christian Ferdinand von Willemoes-Suhm (* 14. Juni 1853 in Wandsbek bei Hamburg; † 7. September 1920 in München) war ein deutscher Porträtmaler.

## Leben
Friedrich von Willemoes-Suhm, Spross des Adelsgeschlechtes Willemoes-Suhm, war eines von sechs Kindern und viertältester Sohn des Polizeipräsidenten und späteren preußischen Landrats Peter Friedrich von Willemoes-Suhm und dessen Ehefrau Mathilde Ida Albertine, geborene von Qualen (1824–1907). Sein Bruder war der früh verstorbene Naturforscher und Biologe Rudolf von Willemoes-Suhm.
Friedrich von Willemoes-Suhm besuchte ab 1863 das Christianeum in Altona. 1875 beendete er die Schulausbildung am Katharineum zu Lübeck. Nach der Schule beschritt er eine sächsische Militärlaufbahn, an deren Ende er den Rang eines Leutnants bekleidete. Dann wandte er sich der Malerei zu. Hierzu studierte er unter anderem in Düsseldorf. 1886 und 1887 war er dort als „Maler“ gemeldet. Später wirkte er als Bildnismaler in Berlin. In den 1890er Jahren ließen sich Hans von Bülow, Ernst Haeckel und Eduard Zeller von ihm porträtieren. Auch Tierstücke gehörten zu seinem Repertoire. Seine Ehefrau wurde am 18. August 1890 die Opernsängerin und Schauspielerin Helene Louise Schmidt (* 26. März 1861 in Wien), die als Helene von Willemoes-Suhm an der Berliner Universität Philosophie studierte und sich einen Ruf als Dramatikerin erwarb.